# La Vieja (banda)
La Vieja es una banda peruana de Rock and roll, Blues, grunge y música experimental; cuyas influencias principales son The Beatles, Rolling Stones, Led Zeppelin, Janis Joplin, Jimi Hendrix, The Doors.
Este grupo se formó el año 2000. Desde su formación hasta la actualidad han sufrido diversos cambios en su estilo, que ha ido desde el rock alternativo hasta últimamente el Rock and roll, un género muy poco utilizado por las bandas actuales. 

## Discografía
En el año 2005 salió a la venta el primer disco de la banda titulado: La Fuga a mi Interior que contiene seis (6) tracks, 
Las canciones de este disco todas son de estilo rock and roll y blues.

### Canciones
1. Una Noche
2. Hoy
3. En el olvido
4. 23
5. Levitó
6. Gato Negro

- Datos: Q5965498